# Ugo di Savoia
Ugo di Savoia-Cipro, anche detto Enrico di Savoia-Cipro (Rodi, 1464 – Rodi, prima del 4 luglio 1464), fu principe ereditario del Regno di Cipro, dalla nascita alla morte, entrambe nel 1464.

## Biografia

### Nascita

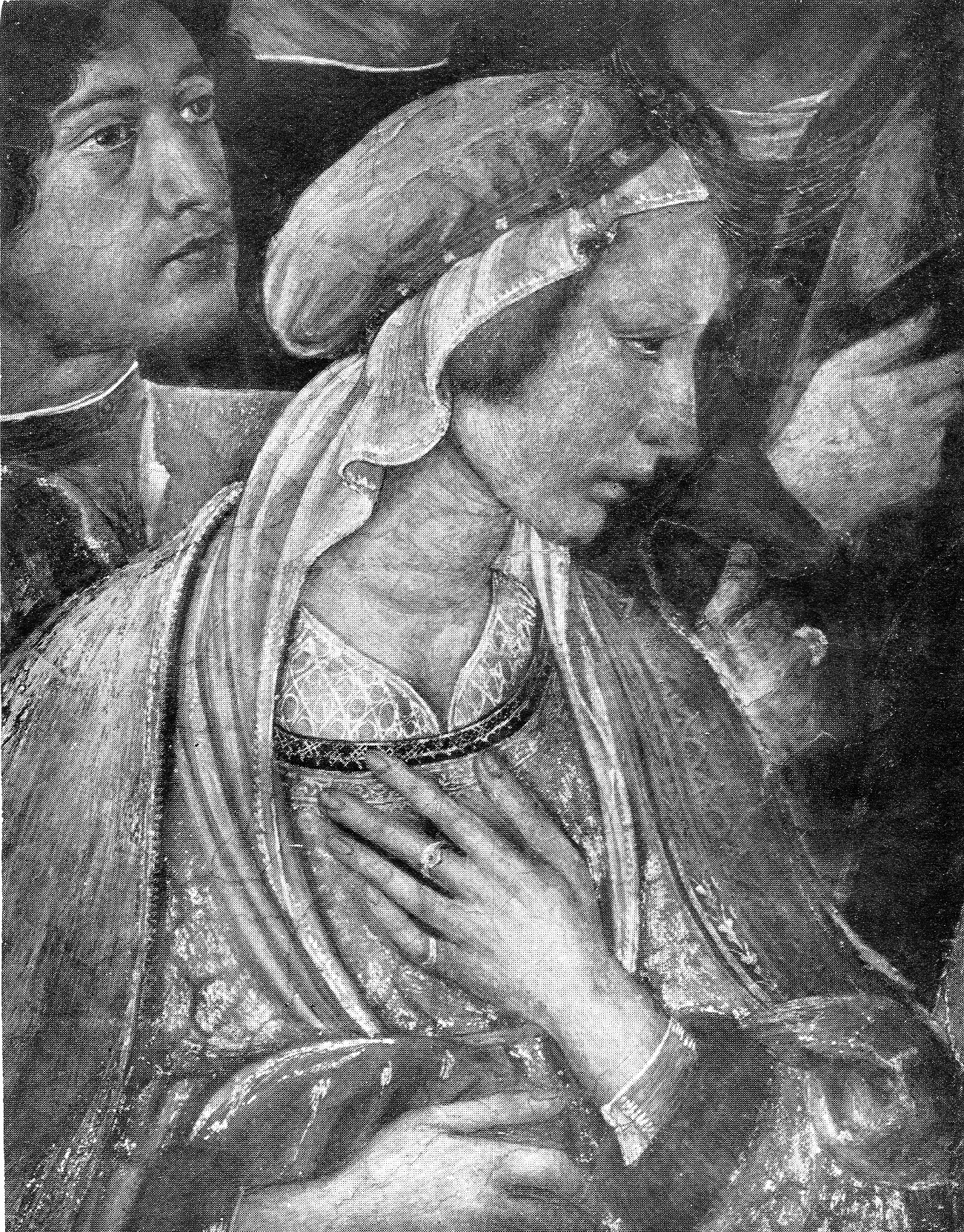
La regina Carlotta di Cipro
Affresco della Cappella Sistina di Cosimo Rosselli del Palazzo Apostolico, Città del Vaticano, 1481.

Era l'unico figlio del re di Cipro e conte di Ginevra, Luigi di Savoia e della regina di Cipro, Carlotta I, figlia del re di Cipro, Giovanni II, e della sua seconda moglie, Elena Paleologa.
Era venuto al mondo in Rodi nel 1464, con il nome di Ugo o Enrico, "nacque un figlio del cui nome si conosce la lettera iniziale, H.", "forse di nome Ugo o Enrico". (Hugo e Henricus in latino.)

### Morte

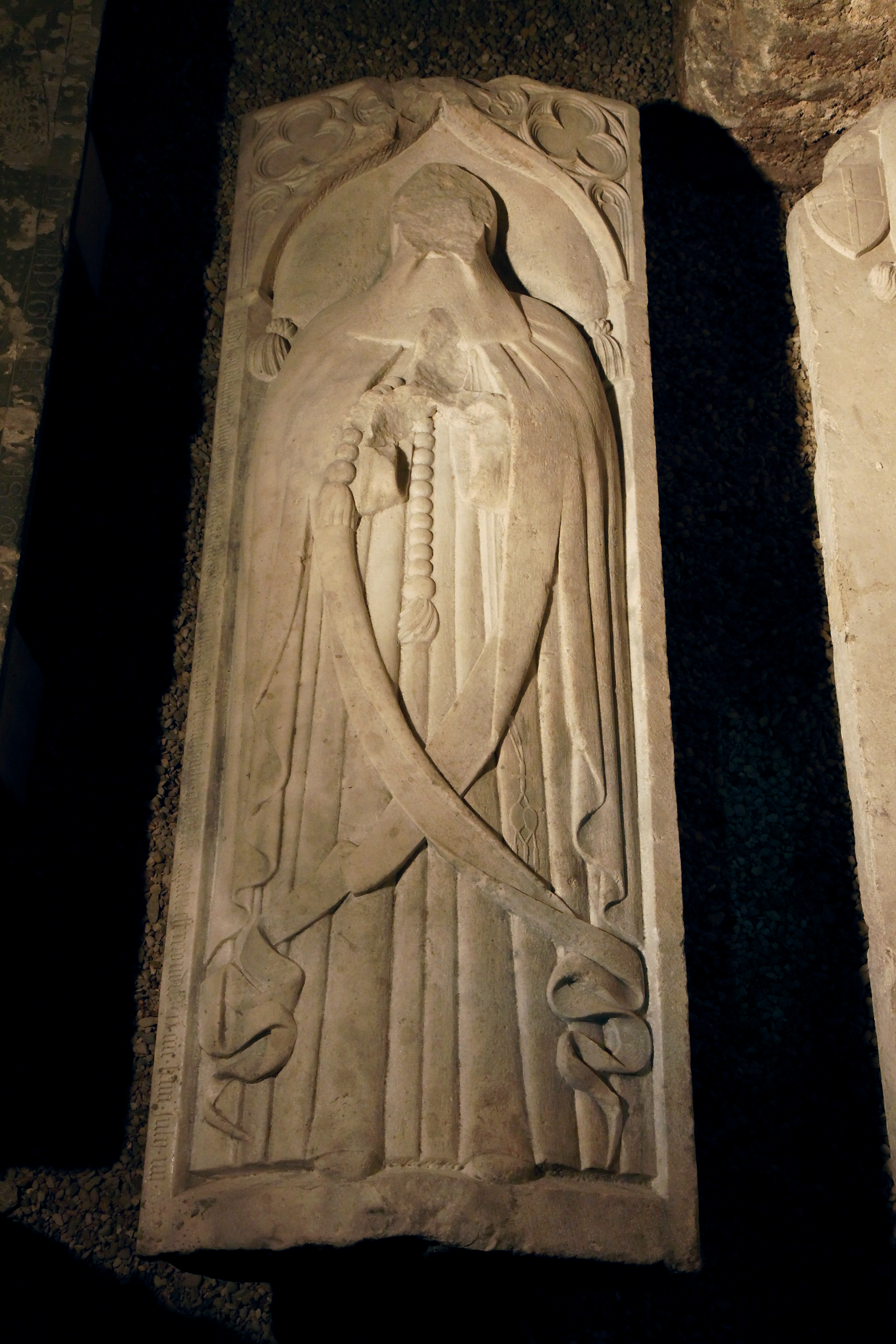
La lapide di Ugo di Savoia-Lusignano.

Il piccolo Ugo morì in Rodi prima del 4 luglio 1464. Ugo fu sepolto il 4 luglio 1464 nella tomba del gran maestro dell'Ordine di Rodi Jacques de Milly.

## Ascendenza
|                                      |                               |                                            | Genitori                                             |  |  | Nonni |  |  | Bisnonni                       |  |  | Trisnonni                       |  |
|                                      |                               |                                            |                                                      |  |  |       |  |  | 8. Amedeo VIII, duca di Savoia |  |  | 16. Amedeo VII, conte di Savoia |  |
|                                      |                               |                                            |                                                      |  |  |       |  |  | 8. Amedeo VIII, duca di Savoia |  |  | 16. Amedeo VII, conte di Savoia |  |
|                                      |                               | 17. Bona di Berry                          |                                                      |  |  |       |  |  | 8. Amedeo VIII, duca di Savoia |  |  |                                 |  |
| 4. Ludovico, duca di Savoia          |                               |                                            |                                                      |  |  |       |  |  | 8. Amedeo VIII, duca di Savoia |  |  |                                 |  |
|                                      |                               | 9. Maria di Borgogna                       | 18. Filippo II, duca di Borgogna                     |  |  |       |  |  |                                |  |  |                                 |  |
|                                      |                               | 9. Maria di Borgogna                       | 18. Filippo II, duca di Borgogna                     |  |  |       |  |  |                                |  |  |                                 |  |
|                                      |                               | 9. Maria di Borgogna                       | 19. Margherita III, contessa di Fiandra              |  |  |       |  |  |                                |  |  |                                 |  |
| 2. Luigi di Savoia, conte di Ginevra |                               | 9. Maria di Borgogna                       |                                                      |  |  |       |  |  |                                |  |  |                                 |  |
|                                      |                               | 10. Giano, re di Cipro                     | 20. Giacomo I, re di Cipro                           |  |  |       |  |  |                                |  |  |                                 |  |
|                                      |                               | 10. Giano, re di Cipro                     | 20. Giacomo I, re di Cipro                           |  |  |       |  |  |                                |  |  |                                 |  |
|                                      |                               | 10. Giano, re di Cipro                     | 21. Helvis di Brunswick-Grubenhagen                  |  |  |       |  |  |                                |  |  |                                 |  |
| 5. Anna di Cipro                     |                               | 10. Giano, re di Cipro                     |                                                      |  |  |       |  |  |                                |  |  |                                 |  |
|                                      |                               | 11. Carlotta di Borbone-La Marche          | 22. Giovanni I di Borbone, conte di La Marche        |  |  |       |  |  |                                |  |  |                                 |  |
|                                      |                               | 11. Carlotta di Borbone-La Marche          | 22. Giovanni I di Borbone, conte di La Marche        |  |  |       |  |  |                                |  |  |                                 |  |
|                                      |                               | 11. Carlotta di Borbone-La Marche          | 23. Caterina, contessa di Vendôme                    |  |  |       |  |  |                                |  |  |                                 |  |
| 1. Ugo di Savoia, principe di Cipro  |                               | 11. Carlotta di Borbone-La Marche          |                                                      |  |  |       |  |  |                                |  |  |                                 |  |
|                                      | 12. Giano, re di Cipro (= 10) | 24. Giacomo I, re di Cipro (= 20)          |                                                      |  |  |       |  |  |                                |  |  |                                 |  |
|                                      | 12. Giano, re di Cipro (= 10) | 24. Giacomo I, re di Cipro (= 20)          |                                                      |  |  |       |  |  |                                |  |  |                                 |  |
|                                      | 12. Giano, re di Cipro (= 10) | 25. Helvis di Brunswick-Grubenhagen (= 21) |                                                      |  |  |       |  |  |                                |  |  |                                 |  |
| 6. Giovanni II, re di Cipro          | 12. Giano, re di Cipro (= 10) |                                            |                                                      |  |  |       |  |  |                                |  |  |                                 |  |
|                                      |                               | 13. Carlotta di Borbone-La Marche (= 11)   | 26. Giovanni I di Borbone, conte di La Marche (= 22) |  |  |       |  |  |                                |  |  |                                 |  |
|                                      |                               | 13. Carlotta di Borbone-La Marche (= 11)   | 26. Giovanni I di Borbone, conte di La Marche (= 22) |  |  |       |  |  |                                |  |  |                                 |  |
|                                      |                               | 13. Carlotta di Borbone-La Marche (= 11)   | 27. Caterina, contessa di Vendôme (= 23)             |  |  |       |  |  |                                |  |  |                                 |  |
| 3. Carlotta, regina di Cipro         |                               | 13. Carlotta di Borbone-La Marche (= 11)   |                                                      |  |  |       |  |  |                                |  |  |                                 |  |
|                                      |                               | 14. Teodoro II Paleologo, despota di Morea | 28. Manuele II Paleologo, basileus dei Romei         |  |  |       |  |  |                                |  |  |                                 |  |
|                                      |                               | 14. Teodoro II Paleologo, despota di Morea | 28. Manuele II Paleologo, basileus dei Romei         |  |  |       |  |  |                                |  |  |                                 |  |
|                                      |                               | 14. Teodoro II Paleologo, despota di Morea | 29. Elena Dragaš                                     |  |  |       |  |  |                                |  |  |                                 |  |
| 7. Elena Paleologa                   |                               | 14. Teodoro II Paleologo, despota di Morea |                                                      |  |  |       |  |  |                                |  |  |                                 |  |
|                                      |                               | 15. Cleofe Malatesta                       | 30. Malatesta IV Malatesta, signore di Pesaro        |  |  |       |  |  |                                |  |  |                                 |  |
|                                      |                               | 15. Cleofe Malatesta                       | 30. Malatesta IV Malatesta, signore di Pesaro        |  |  |       |  |  |                                |  |  |                                 |  |
|                                      |                               | 15. Cleofe Malatesta                       | 31. Elisabetta da Varano                             |  |  |       |  |  |                                |  |  |                                 |  |
|                                      |                               | 15. Cleofe Malatesta                       |                                                      |  |  |       |  |  |                                |  |  |                                 |  |